# شوهر

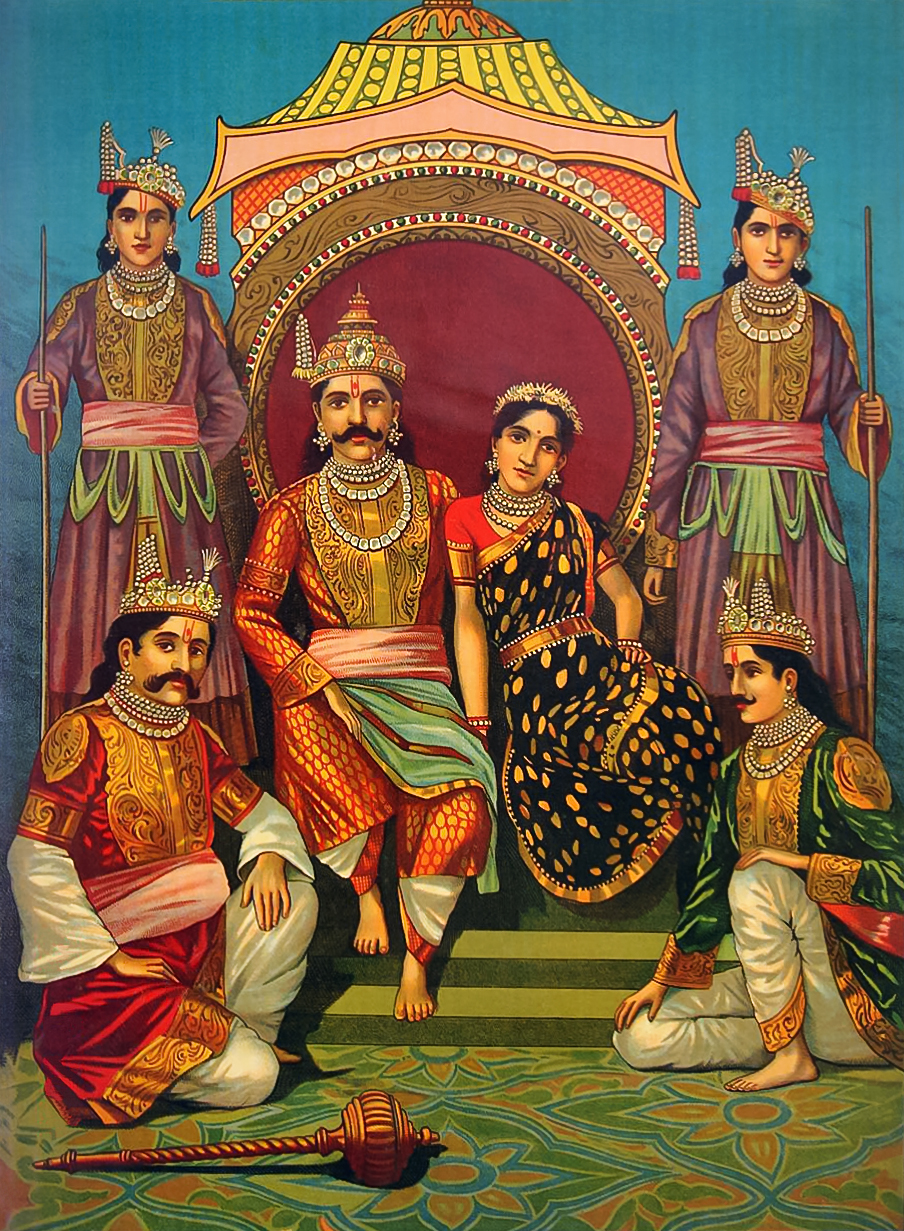
دراوپادی و پنج شوهرش از شخصیت‌های اساطیری هند.

شوهر یا گاهی شوی یا شو، به شریک مرد در ازدواج گفته می‌شود. حقوق، مسئولیت‌ها و جایگاه اجتماعی خاص منتسب به یک شوهر می‌تواند در فرهنگ‌ها و دوره‌های تاریخی مختلف به‌طور قابل توجهی متفاوت باشد، که منعکس کننده دیدگاه جهانی در مورد این نقش است.
در بسیاری از نقاط جهان، ازدواج تک‌همسری دگرجنس‌گرا هنجار غالب است، جایی که زن و شوهر واحد اصلی یک خانواده را تشکیل می‌دهند. سیستم‌های حقوقی در بسیاری از کشورها تک همسری را اجرا می‌کنند و دو همسری و چندهمسری را ممنوع می‌کنند. به‌طور سنتی، شوهران اغلب موقعیت سرپرست خانواده و تأمین کننده اصلی را داشتند، نقشی که اغلب پدرانه تلقی می‌شد. با این حال، پویایی در حال تکامل جامعه مدرن به تغییر در این نقش‌ها منجر شده است. امروزه، شوهر به‌طور خودکار به عنوان تنها نان‌آور خانه تعیین نمی‌شود، به‌ویژه زمانی که همسرش شغلی پربارتر را دنبال می‌کند. این تغییر نشان‌دهنده یک روند جهانی در پویایی در حال تغییر نقش‌های جنسیتی و ساختارهای خانواده است.
علاوه بر این، تا زمانی که یک مرد متأهل باقی بماند، اصطلاح «شوهر» همچنان به کار می‌رود. اما با انحلال قانونی نکاح از طریق طلاق یا فوت همسر، اعمال آن متوقف می‌شود. پس از مرگ همسر، مرد به عنوان مرد بیوه شناخته می‌شود، در حالی که پس از طلاق، ممکن است به عنوان «شوهر سابق» همسر سابق خود شناخته شود. این اصطلاحات و مفاهیم در سراسر جهان به رسمیت شناخته شده‌اند، با تغییرات فرهنگی و قانونی که ویژگی‌های روابط زن و شوهر را در مقیاس جهانی شکل می‌دهد.